# Thidetrudis
Thidetrudis war eine Äbtissin im Kloster Liesborn.

## Leben und Quellenlage
Im Liesborner Nekrolog wird sie als letzte Äbtissin aufgeführt, die ihres Amtes um 1130 enthoben wurde. Demnach war sie die letzte Stiftsäbtissin in Liesborn, bevor 1131 das Damenstift in ein Benediktinerkloster umgewandelt wurde. Es ist möglich, dass sie bereits mit dem Brand des Stifts 1121 aus dem Amt geschieden ist und den 1129 fertiggestellten Neubau nicht mehr erlebte. Ihre Memorie fällt auf den 1. Juni.